# Megaleruca pruinosa
Megaleruca pruinosa es una especie de insectos coleópteros de la familia Chrysomelidae.
Fue descrita científicamente en 1869 por Fairmaire.